# 포스탈 (영화)
포스탈(Postal)은 독일에서 제작된 우베 볼 감독의 2007년 액션, 코미디, 스릴러 영화이다. 잭 워드 등이 주연으로 출연하였고 댄 클락 등이 제작에 참여하였다.
비디오 게임 포스탈의 각색 작품이며, 실제로는 비디오 게임의 시퀄 포스탈 2로부터 상당한 영향을 받았다.

## 출연

### 주연
- 잭 워드
- 데이브 폴리

### 조연
- 크리스 코폴라
- 마이클 베니아에
- 재키 톤
- 에릭 아바리
- 랄프 모엘러
- 크리스 스펜서
- 세이무어 카셀
- 데이빗 허들레스톤
- 베른 트로이어
- 우베 볼
- 래리 토머스
- 미카엘라 만
- 로리엘 뉴
- 홀리 이글링턴
- 루시 게스트
- J.K. 시몬스
- 브렌트 멘덴홀
- 에드 앤더스
- 데릭 앤더슨
- 마이크 앤턴나코스
- 다니엘 보일류
- 마이클 에크런드
- 사미르 엘 샤카위
- 제이슨 엠마누엘
- 리처드 파라시
- 헤더 핀니
- 캐리 겐젤
- 제프 구스타프슨
- 릭 호프만
- 린지 홀리스터
- 빌 몬디
- 폴리노 넌즈
- 멜라니 페퍼리아
- 마이클 파레
- 마이클 로빈슨
- 메릭 타드로스
- 가레스 본 캘렌바크

## 제작진
- 협력프로듀서: 조나단 쇼어
- 미술: 팅크
- 의상: 마리아 리빙스톤
- 배역: 선데이 볼링
- 배역: 멕 모맨

## 같이 보기
- 비디오 게임을 원작으로 한 영화 목록